# شهرستان المغربه
ناحیهٔ المغربة (به عربی: مدیریة المغربة) یک ناحیه در یمن است که در استان حجه واقع شده‌است.

## خصوصیات
ناحیهٔ المغربة ۶۴٬۴۴۰ نفر جمعیت دارد.